# Люля (Мордовия)
Люля — деревня в составе Медаевского сельского поселения Чамзинского района Республики Мордовия.

## География
Находится на расстоянии примерно 11 километров по прямой на востоко-северо-восток от районного центра посёлка Чамзинка.

## История
Известна с 1863 года как владельческая деревня Ардатовского уезда Симбирской губернии из 39 дворов.

## Население
Постоянное население составляло 44 человек (русские 100 %) в 2002 году, 28 в 2010 году.